# Agustines Germanes de l'Empar
La Congregació d'Agustines Germanes de l'Empar és una congregació religiosa dedicada a l'atenció hospitalària i l'ensenyament. Les germanes fan servir després del seu nom les sigles A.H.A. (de Agustinas Hermanas del Amparo).

## Història
La congregació fou fundada pel prevere Sebastià Gili i Vives a Palma, perquè les seves germanes atenguessin les necessitats dels 250 nens ingressats a la Inclusa o hospici de la ciutat, que ell mateix dirigia. La congregació, els estatuts de la qual foren publicades el 4 de desembre de 1858 es posà sota la regla de Sant Agustí, dintre del seu tercer orde, i rebé el nom de Germanes de l'Empar Terciàries de Sant Agustí. El 6 de febrer de 1859, quatre germanes comencen la vida de la comunitat.
La congregació rep en 1860 l'antic convent de Ses Mongetes, monges agustines, de l'actual plaça de Josep María Cuadrado), i s'encarreguen de l'atenció a l'hospital de Palma, a més d'atendre malalts a domicili. En 1863 s'encarregaran també de la Casa de la Misericòrdia. El 8 d'abril de 1864, el bisbe de Mallorca nomena Gili superior de la congregació, que va creixent. En 1865, el 4 de març, comencen a dirigir un col·legi, entrant també en el camp educatiu. 1865. Gili redacta les constitucions de la congregació en 1866 i són aprovades: en ella ja consta l'orientació docent afegida als objectius de l'institut.
El Vicari Capitular i la Junta Municipal de Beneficència d'Eivissa sol·licitaren, el 1867, els serveis de les germanes agustines a l'hospital d'Eivissa. Concedit el permís, Sebastià Gili s'hi traslladà amb quatre germanes i constituí una comunitat a Eivissa, el 2 de setembre de 1868. Amb el temps, les germanes són cridades a altres llocs (en la majoria dels casos, eren les autoritats públiques, de qui depenien les institucions, qui cridaven la congregació perquè se'n fes càrrec), fins a obrir setze cases a Mallorca i una a l'illa d'Eivissa.
En 1875 inaugura el Col·legi de la Mare de Déu de la Consolació, que serà la casa mare de l'institut. Els corrents anticlericals fan que en 1878 les germanes siguin expulsades de l'hospital, la inclusa i la Casa de Misericòrdia, passant a dedicar-se al treball en centres propis, només.
Sebastià Gili en fou el superior fins que presentà la dimissió per raons de salut, essent succeït pel sacerdot Francesc Arrom. El 8 de juliol de 1886 són aprovades pel bisbe les noves constitucions, i Gili mor en 1894. En 1918 s'unificaren les constitucions de les congregacions mallorquines i el 1989 es refan, tornant a les primitives, i foren aprovades per la Santa Seu el 6 de febrer de 1984. Anys abans, el 24 de gener de 1978 la congregació havia estat aprovada definitivament per la Santa Seu.

## Activitat i difusió
Les Germanes de l'Empar fan servei en la sanitat i assistència a gent gran i, sobretot, l'educació cristiana, en col·legis, que constituteixen la major part de les comunitats. Són presents a Mallorca (16 cases), Eivissa (dues cases), Palència, Madrid (tres cases), Ponferrada (Lleó), Lumbrales (Salamanca), Roma i, fora d'Europa, a Perú (set cases), Hondures (tres) i Costa Rica.